# SM Station
SM Station là một dự án âm nhạc kỹ thuật số của hãng thu âm Hàn Quốc SM Entertainment. Nó được thực hiện để phát hành một đĩa đơn vào mỗi thứ Sáu hàng tuần, bắt đầu từ ngày 3 tháng 2 năm 2016 đến ngày 30 tháng 12 năm 2016.

## Tổng quan
SM Station được chủ tịch Lee Soo-man công bố với vai trò là một phần trong dự án "Công nghệ văn hoá mới" (Neo Culture Technology) của SM Entertainment tại một cuộc họp báo vào ngày 27 tháng 1 năm 2016. Nhằm mục đích giới thiệu các nhà sáng tác và nghệ sĩ SM Entertainment, trong đó cũng bao gồm các dự án song ca cùng các ca sĩ khác ngoài công ty.

## Nghệ sĩ
| Nghệ sĩ           | Số lượng đĩa đơn |
| ----------------- | ---------------- |
| BoA               | 3                |
| J-Min             | 1                |
| S.E.S.            | 2                |
| TRAX              | 1                |
| Super Junior      | 6                |
| Girls' Generation | 9                |
| SHINee            | 3                |
| f(x)              | 6                |
| EXO               | 7                |
| Red Velvet        | 4                |
| NCT               | 3                |
| Tổng cộng         | 48               |

## Danh sách bài hát
- SM Station Mùa 1 (2016–2017)
- SM Station Mùa 2 (2017–2018)
- SM Station X 0 (2018)
- SM Station Mùa 3 (2018–2019)
- SM Station X 4 LOVEs for Winter (2019)
- SM Station Mùa 4 (2020)
- Our Beloved BoA (2020)
- SM Remastering Project (2021 - nay)

## Giải thưởng và đề cử
| Năm  | Giải thưởng             | Hạng mục                             | Nghệ sĩ                       | Đề cử cho        | Kết quả   |
| ---- | ----------------------- | ------------------------------------ | ----------------------------- | ---------------- | --------- |
| 2016 | MelOn Music Awards      | Best Ballad Song                     | Taeyeon                       | "Rain"           | Đề cử     |
| 2016 | MelOn Music Awards      | Song of the Year                     | Taeyeon                       | "Rain"           | Đề cử     |
| 2016 | Mnet Asian Music Awards | Best Vocal Performance Female Solo   | Taeyeon                       | "Rain"           | Đề cử     |
| 2016 | Mnet Asian Music Awards | HotelsCombined Song of the Year      | Taeyeon                       | "Rain"           | Đề cử     |
| 2016 | Mnet Asian Music Awards | HotelsCombined Song of the Year      | Eric Nam x Wendy              | "Spring Love"    | Đề cử     |
| 2016 | Mnet Asian Music Awards | Best Collaboration                   | Eric Nam x Wendy              | "Spring Love"    | Đề cử     |
| 2016 | Mnet Asian Music Awards | Best Collaboration                   | BoA x Beenzino                | "No Matter What" | Đề cử     |
| 2017 | Golden Disc Awards      | Digital Bonsang Award                | Taeyeon                       | "Rain"           | Đoạt giải |
| 2017 | Gaon Chart K-Pop Awards | Song of the Year (February)          | Taeyeon                       | "Rain"           | Đề cử     |
| 2017 | Gaon Chart K-Pop Awards | Song of the Year (September)         | Yoo Jae-suk x Exo             | "Dancing King"   | Đề cử     |
| 2017 | Gaon Chart K-Pop Awards | Song of the Year (November)          | Kim Hee-chul x Min Kyung-hoon | "Sweet Dream"    | Đề cử     |
| 2017 | MelOn Music Awards      | Best Rock Song                       | Kim Hee-chul x Min Kyung-hoon | "Sweet Dream"    | Đoạt giải |
| 2017 | Korean Music Awards     | Best Dance and Electronic Song Award | Hitchhiker                    | "$10"            | Đoạt giải |